# Taiaro
Taiaro, auch Maro-taua, ist ein Atoll des Tuamotu-Archipels in Französisch-Polynesien. Das Atoll gehört administrativ zur Gemeinde Fakarava.
Taiaro hat die Form eines Polygons mit einem Durchmesser von ca. 3,7 km. Die tiefe, sandige Lagune des Atolls hat keinen schiffbaren Zugang zum Meer. Zum Stand der Volkszählung 2012 hatte das Atoll vier Einwohner.

## Geschichte
Das Atoll wurde 1835 von Robert FitzRoy entdeckt. Es war zugleich das letzte des Tuamotu-Archipels, das seiner Entdeckung harrte. 
Am 3. September 1839 wurde das Atoll von einer Forschungsexpedition unter der Leitung Charles Wilkes angefahren. Wilkes nannte das Eiland Kings Island, inspiriert durch den Vornamen seines Ausgucks, der als Erster das Atoll sichtete. 
1977 wurde Taiaro als Biosphärenreservat unter die Kontrolle der UNESCO gestellt, um die Artenvielfalt Polynesiens zu schützen.
Das Atoll ist im Privatbesitz von W. A. Robinson. Es existiert keine Infrastruktur auf der Insel. 